# Carme (Vorname)
Carme ist die katalanische Form des überwiegend weiblichen spanischen Vornamens Carmen.

## Namensträgerinnen
- Carme Pigem Barceló (* 1962), katalanisch-spanische Architektin
- Carme Bravo (1920–2007), katalanische klassische Pianistin und Musikpädagogin
- Carme Chacón (1971–2017), katalanisch-spanische Politikerin
- Carme Mateu i Quintana (1936–2018), katalanische Kunstmäzenin
- Carme Riera Guilera (* 1948), katalanische Schriftstellerin
- Carme Ruscalleda (* 1952), katalanische Köchin